# Günselsdorf
Günselsdorf – gmina targowa w Austrii, w kraju związkowym Dolna Austria, w powiecie Baden. Według Austriackiego Urzędu Statystycznego liczyła 1 746 mieszkańców (1 stycznia 2014).